# جونگ یی-چول
جونگ یی-چول (کره‌ای: 정의철؛ زادهٔ ۱۹ آوریل ۱۹۸۵) بازیگر اهل کره جنوبی است.

## حرفه
او حرفهٔ بازیگری خود را در درام بیسکوییت معلم و آبنبات ستاره در نقش یک دانش‌آموز در سال ۲۰۰۵ آغاز کرد و پس از آن در نقش‌های مکمل زیادی در فیلم‌ها همچون پنج حس اروس و فیلم مشهور بر پایهٔ رمان به نام دو ر می فا سو لا تی دو ایفا کرد. او به خاطر ارتباطش با بازیگر کی نانگون، با آژانس مدیریتی همین بازیگر به نام Clumsy Media در سال ۲۰۱۱ قرارداد امضا کرد. بر اساس گزارش‌های خبری، آنها در طی ادیشن‌های نهایی پسران فراتر از گل‌ها با یکدیگر ملاقات کردند. سال بعد، او در درام با آمار بینندگان بالای دبیرستانی به نام گروه گل به شهرت زیادی دست پیدا کرد.

## فیلم‌شناسی

### فیلم‌ها
- دو ر می فا سو لا تی دو (۲۰۰۸)
- بیستی بویز (۲۰۰۸)
- جزیره رمانتیک (۲۰۰۸)
- پنج حس اروس (۲۰۰۹)
- نزدیکتر به بهشت (۲۰۰۹)
- یوسو (۲۰۱۱)

### درام‌ها
- بیسکوییت معلم و آبنبات ستاره (اس‌بی‌اس، ۲۰۰۵)
- بی‌وقفه (ام‌بی‌سی، ۲۰۰۶)
- پسران فراتر از گل‌ها (کی‌بی‌اس۲، ۲۰۰۹)
- گروه گل (تی‌وی‌ان، ۲۰۱۲)
- دادستان خون‌آشام - حضور افتخاری (اوسی‌ان، ۲۰۱۲)